# Нубиология
Нубиология — комплексная археологическая наука, которая специальзируется в области научных исследований древней Нубии. В сфере интересов её историко-филологических дисциплин находятся история, культура, религия, искусство, язык, письмо, литература, археологические памятники, повседневная жизнь и другие аспекты цивилизации на юге Египта и севере Судана.
Этот термин применим также и к учёным (нубиологам), которые изучают древние памятники и культуру южной территории древнего Египта. Термин «нубиология» был предложен в 1960-е годы польским археологом Казимежом Михаловским.

## Список суданских археологов

### XIX век
- Джузеппе Ферлини (1800—1870)
- Джон Гарстанг (1876—1956)
- Фрэнсис Лливелин Гриффит (1862—1934)
- Карл Рихард Лепсиус (1810—1884)

### XX век
- Казимеж Михаловский (1901—1981)
- Джордж Эндрю Рейснер (1867—1942)
- Ласло Торок[нем.] (*1941)
- Стефен Уэниг[нем.] (*1934)

### XXI век
- Клаудиа Насер[нем.]
- Дитрих Вильдунг (* 1941)
- Дерек Энтони Уэлсби[нем.] (*1956)
- Анджелика Лоуассер[нем.] (*1967)